# Centro spaziale Satish Dhawan
Il centro spaziale Satish Dhawan (SHAR o सतीश धवन अंतरिक्ष केंद्र) è il centro di lancio dell'ISRO, l'organizzazione di ricerca spaziale indiana.
È situato a Sriharikota in Andhra Pradesh, in India. Si trova a 80 km a nord di Chennai nell'India del Sud.
Originariamente era conosciuto come Sriharikota Launching Range. Dopo la morte nel 2002 dell'ex dirigente dell'ISRO Satish Dhawan però fu ribattezzato in suo onore. Durante questi cambiamenti ha mantenuto la sigla SHAR.
Il centro diventa operativo il primo ottobre del 1971 quando viene lanciato il razzo di ricerca RH-125. Il 10 agosto 1979 si tenta il primo lancio in orbita di un satellite, il Rohini 1A, ma a causa di un guasto il lancio è fallito. Il 19 agosto 1979 il lancio è stato ritentato con il satellite Rohini 1B, questa volta con successo.
Attualmente ci sono due piattaforme di lancio.
Il 22 ottobre 2008 è stato lanciato il Chandrayaan-1.